# Устриця європейська
Устриця європейська, устриця їстівна (Ostrea edulis) — вид морських двостулкових молюсків родини устрицевих (Ostreidae). Поширений уздовж Атлантичного узбережжя Європи та Північної Африки, у Середземному, Егейському та Чорному морях. Раритетний вид, занесений до Червоної книги України та ряду інших природоохоронних документів. 

## Опис
Розміри молюска до 80 мм. Черепашка асиметрична, у формі викривленого овалу. Стулка, якою молюск прикріплюється до субстрату («ліва») більш випукла, має радіальні ребра. Інша стулка («права») майже плоска, гладенька або з концентричними наростами. Замок без зубців. Стулки з'єднані внутрішньою зв'язкою. М'яз-замикач один, розташований у центрі. Нога відсутня. До обох стулок прилягає мантія. Зябра знаходяться з обох боків тіла та складаються з двох тонких пластинок, які мають тонкі вирости у вигляді ворсинок. Забарвлення сіре, іноді з червоно-бурими плямами. Внутрішній бік стулок білий або синювато-сірий.

## Поширення
Ареал охоплює Атлантичне узбережжя Європи та Північної Африки, Середземне, Егейське та Чорне моря. Як інтродукований вид зустрічається на східному узбережжі Північної Америки. 
У водах України устриця зустрічається в Каркінітській затоці, озері Донузлав, на шельфі біля міста Судак.

## Особливості біології
Зустрічається в прибережній зоні на глибині 3— 65 м. Доросла особина нерухома, може утворювати великі скупчення — устричні банки. Зазвичай прикріплюється до скель, також зустрічається на піщано-кам'янистих ґрунтах. Теплолюбний вид. Низькі температури може витримувати протягом кількох тижнів, при підвищенні температури збільшується швидкість обміну речовин та росту. 
Харчується шляхом фільтрації води. Основу раціону складає фіто- та зоопланктон (одноклітинні водорості, інфузорії, дрібні личинки морських тварин). За годину устриця може відфільтрувати 1 — 3 л води. 
Має досить багато природних ворогів — рапани, морські зірки, риби, краби.

### Розмноження
Статевого дозрівання досягає у віці 4 — 5 років. Устриця гермафродит, може змінювати стать в залежності від температури довколишнього середовища. Ікра запліднюється всередині черепашки — у порожнині між мантією та зябрами. Розвиток яєць (300—900 тис.) триває 8 — 10 діб. Личинки, що вилупились, залишаються в порожнині тіла близько 5 діб, потім залишають її та розвиваються, вільно плаваючи в товщі води протягом 8—15 діб. Після цього опускаються на дно та прикріплюються до субстрату. Устриці ростуть повільно, наприкінці першого року життя досягаючи 30 мм. Розмноження навесні-влітку при температурі води близько 15 °С.

## Охорона
На більшій частині ареалу стан природних популяцій виду залишається більш-менш стабільним, за що він, згідно з Червоним списком МСОП, отримав охоронний статус «відносно благополучний вид». Але в окремих регіонах спостерігається тенденція до зниження чисельності популяції виду. Так, устриця європейська занесена до Червоної книги України (охоронна категорія: зникаючий вид), а також до Червоної книги Чорного моря (вид перебуває в небезпечному стані в Чорному морі, у тому числі в українському секторі моря).
Основними причинами зниження чисельності є  винищення інтродукованим хижим молюском рапаною, забруднення води, браконьєрство, епідемії захворювань, викликані бактеріями та морськими грибками.
Не зважаючи на заборону вилову, в Чорному морі трапляється одинично. Відновленню чисельності популяції могли би сприяти відтворення в розплідниках, профілактика грибкових захворювань, перешкоджання збору молюсків населенням.

## Практичне значення
У деяких країнах є об'єктом марикультури. У європейській кухні вважається делікатесом.